# Thomisus elongatus
Thomisus elongatus es una especie de araña cangrejo del género Thomisus, familia Thomisidae. Fue descrita científicamente por Stoliczka en 1869.

## Distribución
Esta especie se encuentra en India.